# Kasinayagampatti
Kasinayagampatti es una ciudad censal situada en el distrito de Tirupathur en el estado de Tamil Nadu (India). Su población es de 4779 habitantes (2011).

## Demografía
Según el censo de 2011 la población de Kasinayagampatti era de 4779 habitantes, de los cuales 2439 eran hombres y 2340 eran mujeres. Kasinayagampatti tiene una tasa media de alfabetización del 79,15%, inferior a la media estatal del 80,09%: la alfabetización masculina es del 85,38%, y la alfabetización femenina del 72,70%.